# Tamal del Perù

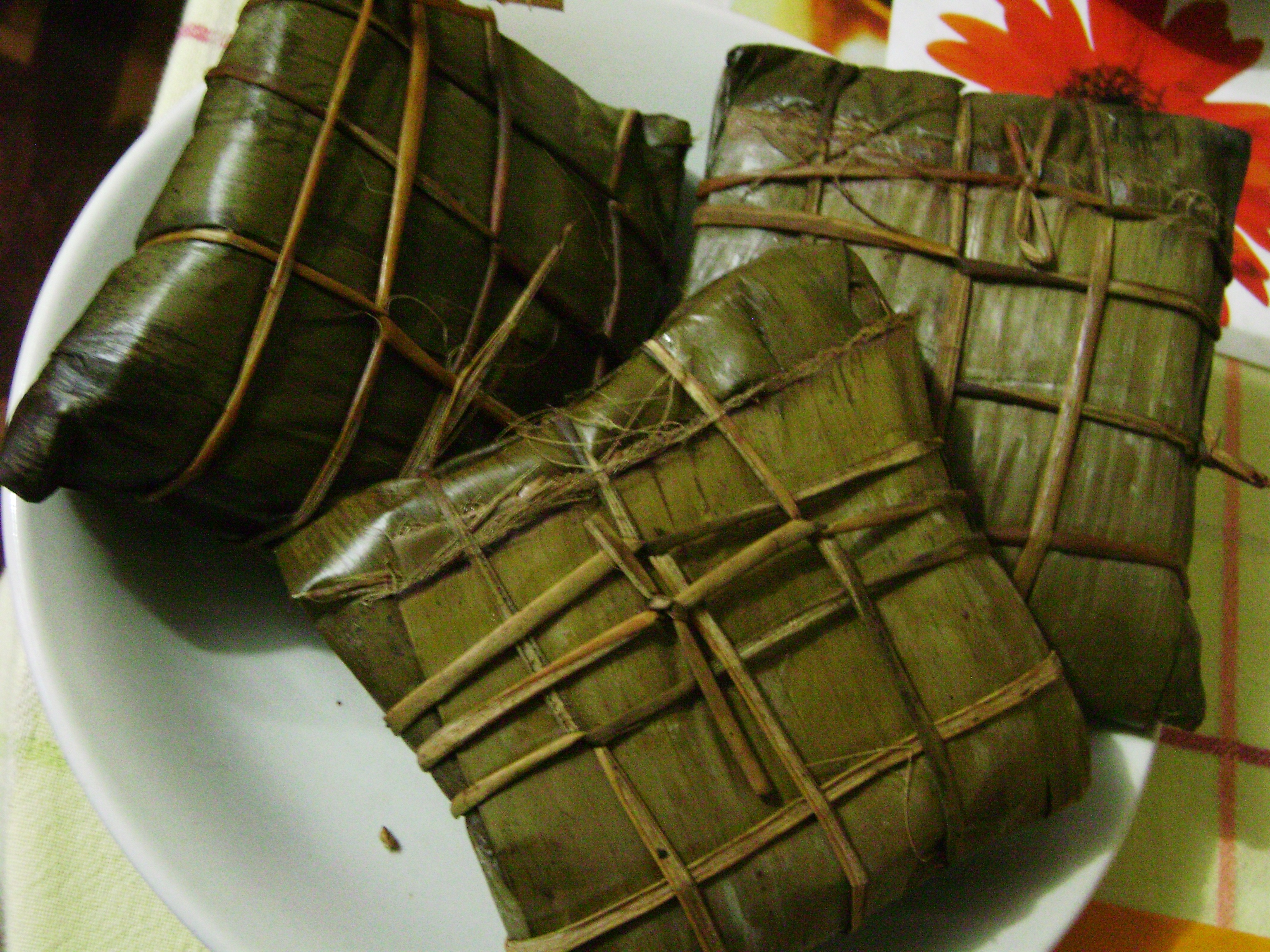
Tamales de Lunahuaná

Il Tamal del Perù è una variante dei tamales, piatto appartenente alla cucina mesoamericana, la cui origine risale probabilmente ad un periodo compreso tra l'8000 e il 5000 a.C. Aztechi, Maya, Olmechi e Toltechi lo utilizzavano come razione di cibo facilmente trasportabile per eserciti, cacciatori e viaggiatori. Ci sono testimonianze dell'utilizzo dei tamal anche tra gli Inca, molto tempo prima dell'arrivo dei conquistadores spagnoli.
L'antropologo peruviano Humberto Rodríguez Pastor ritiene invece che questo piatto sia di origine afroperuviana e quindi introdotto nella gastronomia peruviana dagli schiavi provenienti dalla costa atlantica.

## Varianti
Nella gastronomia del Perù esistono diversi tipi di tamales a seconda della regione:
- Nella Costa, con carne di manzo, maiale, o pollo. Alcuni ci aggiungono uovo bollito, olive o arachidi bollite.
- Nel Nord del Perù si prepara il Tamal Norteño, con coriandolo, che lo fa diventare di colore verde
- Sulla Cordigliera delle Ande, si prepara in modo simile alla pachamanca.
- Tamales con mais giallo.
- Tamales con mais bianco.
- Tamales con mais giovane (choclo, ovvero mais ancora giovane dai grani verdi e lattiginosi)
- Tamales di farina di mais secco.
- Tamales avvolti in foglie (pancas) di mais o con foglie di platano.
- Tamales dolci con zucchero di canna o panela (chancaca) anche detti Humitas. Si producono anche humitas a base di manioca che prendono il nome di Chapanas.
- Tojtochi, predominante sulle montagne del sud del paese, principalmente a Puno.

Le varianti si distinguono anche per forma e dimensione: per esempio, nella zona sud del paese (Mala, Chincha, Pisco e Ica) fanno tamales che arrivano a pesare anche più di due chili.
Un'altra nota distintiva consiste nel modo di cottura: possono essere cotti al vapore, o con il procedimento della Pachamanca (cottura sotto terra, al riverbero di pietre), o alla brace (Qanq'as). Ad esempio, il Shatu (tipico del nord di Lima, nella zona di Ancash) viene bollito in una pentola e servito alla base di canne dolci di mais tritate (Urwas). Un altro esempio, la Qanq'a, viene cotta in una piastra di ferro, o pentola, o pentola di argilla (chiamata Q'analla), e cotta direttamente alla brace.
Il ripieno dei tamales varia a seconda della regione in cui viene preparato. Gli ingredienti più utilizzati possono essere: carne di maiale, carne di pollo, carne di manzo, prosciutto serrano affumicato, uovo sodo, olive, uva passa, arachidi, chicharrones, con differenti erbe aromatiche e peperoncini.
Il tamal bianco, il verde cusqueño e il giallo, sono preparati con farina di mais tritata finemente e può avere o meno il ripieno; sono avvolti con foglie verdi di mais e cotti al vapore; sono di piccole dimensioni, ideali per le feste come aperitivo o come spuntino. Possono essere dolci, salati, o piccanti.